# ASEC Ndiambour
El ASAC Ndiambour es un equipo de fútbol de Senegal que compite en la Liga senegalesa de fútbol, la liga de fútbol más importante del país.

## Historia
Fue fundado en el año 1969 en la localidad de Louga y cuenta con 3 títulos de liga y 4 veces ha ganado copas locales.
A nivel internacional ha participado en 7 torneos continentales, donde su mejor participación fue en la Recopa Africana del año 2000, donde avanzó hasta los cuartos de final.
En la temporada 2009 el equipo descendió a la Liga Nacional de Senegal, ocupando la última posición entre 9 equipos, aunque retornó a la máxima categoría tras ganar el título de la segunda categoría en la temporada 2014/15.

## Palmarés
- Liga senegalesa de fútbol: 3

1992, 1994, 1998
- Copa senegalesa de fútbol: 1

1999
- Copa Asamblea Nacional de Senegal: 3

1998, 2002, 2004
- Segunda División de Senegal: 1

2014/15

## Participación en competiciones de la CAF
| Temporada | Torneo                            | Ronda            | Club                 | Casa | Visita | Global      |
| --------- | --------------------------------- | ---------------- | -------------------- | ---- | ------ | ----------- |
| 1992      | Copa CAF                          | 1                | East End Lions       | 0-0  | 0-0    | 0-0 (5-4 p) |
| 1992      | Copa CAF                          | 2                | CA Bizertin          | 1-0  | 1-4    | 2-4         |
| 1993      | Copa Africana de Clubes Campeones | Preliminar       | CS Mindelense        | 1-1  | 2-1    | 3-2         |
| 1993      | Copa Africana de Clubes Campeones | 1                | Wydad Casablanca     | 2-1  | 1-3    | 3-4         |
| 1999      | Liga de Campeones de la CAF       | Preliminar       | Invincible Eleven    | 4-0  | w.o.1  | 4-0         |
| 1999      | Liga de Campeones de la CAF       | 1                | Raja Casablanca      | 1-0  | 0-4    | 1-4         |
| 2000      | Recopa Africana                   | 1                | ASEC Mimosas         | 2-0  | 1-3    | 3-3 (a)     |
| 2000      | Recopa Africana                   | 2                | GD Sagrada Esperança | 0-0  | 1-1    | 1-1 (a)     |
| 2000      | Recopa Africana                   | Cuartos de final | Zamalek SC           | 1-0  | 1-3    | 2-3         |
| 2001      | Copa CAF                          | 1                | Al-Mahalla SC        | 2-0  | 1-2    | 3-2         |
| 2001      | Copa CAF                          | 2                | Wydad Casablanca     | 0-2  | 1-1    | 1-3         |
| 2002      | Copa CAF                          | 1                | ASFA Yennenga        | 0-0  | 1-1    | 1-1 (a)     |
| 2002      | Copa CAF                          | 2                | JS Kabylie           | 0-0  | 3-6    | 3-6         |
| 2005      | Copa Confederación de la CAF      | 1                | King Faisal Babes    | 1-1  | 0-3    | 1-4         |

1- Invincible Eleven abandonó el torneo antes de jugar el partido de vuelta.